# Remington M1867
O Remington M1867 é um rifle de bloco rolante produzido na segunda metade do século XIX. Foi o primeiro rifle com cartuchos metálicos a ser adotado pelos exércitos norueguês e sueco. Com exceção dos primeiros 10.000 rifles e 20.000 ações (para conversões de rifles mais antigos), que foram feitos pela Remington nos EUA, todos os rifles e carabinas Remington M1867 foram feitos sob licença na Noruega e na Suécia, pela Kongsberg Vaapenfabrik na Noruega e pela Husqvarna Vapenfabriks Aktiebolag e Carl Gustafs stads Gevärsfaktori na Suécia, com os dois fabricantes suecos produzindo cerca de 80% das armas.

## Nascimento do M1867
Na década de 1860, os exércitos  da Noruega e Suécia perceberam que os seus rifles padrão, tanto os de retrocarga através da culatra e percussão, quanto os de carregamento pelo cano, estavam rapidamente se tornando obsoletos diante do novo cartucho de metal, que combinava bala, espoleta e carga de propelente no mesmo. No início de outubro de 1866, uma comissão conjunta de armas sueco-norueguesa foi criada para selecionar um cartucho e um rifle adequados para as duas nações.
Vários rifles e seus respectivos cartuchos diferentes foram considerados pela comissão conjunta. Uma lista parcial inclui:
- Rifle de agulha

- Uma rifle de agulha prussiana, projetada em 1866.
- Larsen e Steenstrup - duas modificações diferentes do rifle padrão do exército na época.
- Um rifle padrão do exército sueco modificado.

- Rifle de repetição para cartuchos metálicos:

- Peabody - Rifle americano de ação de alavanca.
- Remington - Americano, bloco rolante.
- Larsen - dois designs noruegueses relacionados, mas diferentes. Uma ação de alavanca, uma ação de ferrolho.

- Rifles de repetição para cartuchos de papel:

- Spencer - design americano, carregador removível na coronha.
- Henry - Design americano, carregador tubular sob o cano.
- Larsen - modificação norueguesa do Henry.

- Carabinas não repetitivas para cartuchos metálicos:

- Palmcrantz - Design sueco.

- Rifles de percussão:

- Burnside - Design americano com cartucho metálico.
- Sharps - Design americano usando cartuchos de papel.

Após vários testes, ficou claro que as armas de agulha não eram particularmente adequadas. Esses, junto com os rifles de repetição, foram descartados em testes posteriores. Testes posteriores, que incluíram disparos de teste por tropas não treinadas anteriormente, mostraram que tanto o Peabody quanto o Remington eram adequados para serem entregues ao exército de campanha das nações. No final, a comissão baseou sua decisão no preço e na complexidade, com o Remington totalizando apenas 25 peças, contra 37 peças do Peabody. A comissão aprovou o Remington para uso pelas forças armadas norueguesas e suecas como seu rifle militar padrão, a 22 de novembro de 1867.

## M1867 na Noruega
Um total de 58.450 Remington M1867 foram entregues às Forças Armadas Norueguesas de 1867 a 1883, quando a produção foi reduzida para dar lugar ao Jarmann M1884. Todos os rifles de produção eram para ser fabricados pela Kongsberg Våpenfabrik, mas como a fábrica precisava ser modernizada com maquinário mais moderno, 5.000 dos primeiros rifles entregues ao Exército norueguês foram fabricados pela Husqvarna Vapenfabrik, na Suécia, entre 1871 e 1872, existindo diferenças entre os dois rifles: Os rifles noruegueses possuíam coronhas e cabeça da haste de limpeza de latão e faixas de montagem de aço, enquanto os rifles suecos possuíam uma estrutura de ferro. Nos primeiros anos, os canos do M1867 eram feitos de ferro, mas depois de 1871, o aço tornou-se o material padronizado. O preço de cada cano era um pouco mais caro, mas o design reduziu os danos causados por falhas de ignição e, por fim, resultou em melhor custo-benefício.
Desde o início da década de 1870, as forças armadas norueguesas usavam o cartucho 12,17×44mm RF, que, além do comprimento estojo e do comprimento total do cartucho, era idêntico ao cartucho norueguês sueco original, o 12,17×42mm RF. Apesar da diferença de comprimento entre os dois cartuchos, os mesmos eram intercambiáveis e podiam ser usados tanto em rifles noruegueses como rifles suecos. A designação militar oficial para o cartucho era '12mm Remington', a partir de 1879.
A mira do rifle foi o último item a ser padronizado pelos militares noruegueses, visto ninguém conseguia concordar sobre qual mira seria o melhor para as armas. Os primeiros rifles de produção tinham uma mira em formato de L que podia ser virada, mas o design final foi uma combinação de várias ideias únicas. Supostamente modelos anteriores deveriam ter sido alterados para este design final, mas ainda é possível encontrar algumas unidades do M1867 com as miras originais intactas.
Cada rifle era entregue com um "kit" de uso/manutenção, composto por uma bandoleira, uma baioneta longa, uma chave de fenda de três pontas, um frasco de óleo, uma vareta de limpeza e um tampão de cano para impedir que a umidade entrasse no cano. Os primeiros tampões do cano eram um pino curto, feito de madeira, mas logo foi substituído para um copo de latão com um recorte para a mira frontal.
Em 1880, a Kongsberg Våpenfabrikk entregou cerca de 72 kits de conversão para as unidades, que permitiu que o cartucho 22LR fosse disparada do M1867, para utilização em treinamentos. Esses kits consistiam simplesmente em tubos a serem inseridos no rifle pela culatra, contendo uma câmara para o 22LR e um cano curto. A intenção era permitir um treinamento mais barato de novos soldados com o rifle. Mais tarde, em 1884, vários M1867 foram permanentemente modificados para disparar 22LR, com um modelo aprimorado do dispositivo mencionado.
Depois que o rifle Jarmann M1884 substituiu o M1867 como o principal rifle do Exército norueguês, o M1867 foi delegado às unidades de retaguarda até pelo menos meados da década de 1890. Cerca de 5.000 foram modificadas em 1888 e 1891 como carabinas, disparando um cartucho de fogo central de 8 mm. Estas unidades permaneceram em uso até 1908, quando foram finalmente substituídas pelas carabinas Krag–Jørgensen.
A partir do século XX, o exército norueguês vendeu as unidades obsoletas ao público por um preço simbólico. Muitos deles foram convertidos em rifles de caça e espingardas, de modo que se tornou difícil encontrar um M1867 totalmente na sua forma original.
As conversões de carabinas de 8mm foram mantidas na reserva do Exército até a Segunda Guerra Mundial, quando a maioria das 4.900 unidades (estimativa) foram destruídas pelas forças alemãs.
Hoje, um M1867 não modificado e em boas condições pode valer de 4.000 a 6.000 coroas norueguesas (aproximadamente 600 a 900 dólares), enquanto um M1867 em perfeitas condições pode custar até 10.000 coroas (aproximadamente 1.500 dólares). Como mencionado, a maioria dos M1867 foram modificados posteriormente a serem vendidos a civis, e a maioria dos colecionadores de armamento que negociam esta arma parece consentir que os rifles modificados valem muito menos que as originais.

## M1867 na Suécia
Cerca de 200.000-220.000 rifles militares e 7.000 carabinas militares usando a ação m/1867 foram fabricados como armas completas na Suécia, sendo que 100.000-120.000 rifles e 4.000 carabinas foram fabricados pela Carl Gustafs Stads Gevärsfaktori (um arsenal de propriedade do governo) e 100.000 rifles e 3.000 carabinas foram fabricadas pela Husqvarna Vapenfabriks Aktiebolag. Além disso, 10.000 rifles completos e 20.000 ações fabricadas nos EUA foram adquiridas. O rifle padrão recebeu a designação sueca "gevär m/1867" (e uma versão com apenas pequenas diferenças a designação "gevär m/1867-68"). Aproximadamente 30.000 rifles suecos de carregamento pelo cano e rifles de carregamento pela culatra do mesmo calibre, rifles que eram quase novos e, na maioria dos casos, nunca tinham sido usados, também foram convertidos para M1867s, usando ações de bloco rolante. As designações suecas para os rifles convertidos eram "gevär m/1860-68", "gevär m/1864-68" e "gevär m/1860-64-68", dependendo de quantas etapas de conversão eles passaram (as duas últimas conversões são facilmente reconhecidas por terem a mira traseira muito para trás, resultado dos canos serem encurtados da extremidade da culatra). Cerca de 7.000 carabinas curtas com a designação sueca "karbin m/1870" foram também produzidas e, além disso, cerca de 9.600 "gevär m/1864-68" foram encurtadas para o comprimento de carabina em 1886 e 1887, recebendo a designação "karbin m/1864-68-85". Outras variantes do rifle eram a "gevär m/1867-74", um novo design de coronha traseira e "kammarskjutningsgevär m/1884" e "kammarskjutningskarbin m/1884",   utilizando o cartucho 10.15x61R Jarmann, normalmente utilizados para tiro de treino de curto alcance ou de galeria.
Tanto o M1867 para uso civil, quanto o M1867 usado pelo Frivilliga Skarpskytterörelsen ("Movimento de Atiradores Voluntários"), foram feitos para, ou convertidos para, cartuchos 12,17×44mmR, já que, diferentemente dos cartuchos 12,17×42mm usados nas forças armadas, os cartuchos 12,17x44mmR podiam ser recarregados. Um modelo do rifle militar sueco M1867 modificado para usar o cartucho de fogo central 12,17×44mmR foi o "gevär m/1867-74".
Uma nova comissão de armas norueguesa-sueca, criada na década de 1880, sugeriu que o rifle norueguês M1884 Jarmann deveria substituir o m/1867 tanto no serviço de ambas nações, mas o rifle Jarmann foi rejeitado pelo Exército sueco, pois o cartucho 10,15x61mmR usado pela arma foi visto como uma melhoria muito pequena em relação ao cartucho usado pelos seus próprios rifles. Então, como medida paliativa, rifles e carabinas com ação de bloco rolante foram convertidos para um cartucho de fogo central muito moderno para aquela época, o 8×58mmR Danish Krag, com a designação "gevär m/1867-89" usada para rifles convertidos e "gevär m/1889" usada para novos rifles. Os rifles de bloco rolante com câmara para o 8×58mmR eram mais curtos do que os rifles M1867, com um comprimento total de 1.240 mm (48,8 em) e um comprimento de cano de 840 mm (33,1 em).
No final do século XIX, o M1867, em todas as suas diferentes variantes, foi finalmente substituídos do serviço militar sueco pelos rifles e carabinas Mauser por ação de ferrolho (com uma ação Mauser 1893 modificada), sob as designações "karbin m/1894" e "gevär m/1896", em calibre 6,5×55 mm.
O rifle M1867 tornou-se muito popular entre os caçadores civis no país, especialmente para caça de alces, o que levou a empresa Husqvarna Vapenfabrik a produzir cerca de 85.000 rifles com ação de bloco rolante M1867 adicionais, destinadas para o mercado civil, além dos mais de 100.000 produzidos para as forças armadas suecas. Rifles militares excedentes também foram vendidos para civis (especialmente após a sua colocação na reserva), a maioria deles convertidos para cartuchos de fogo central 12,17×44mmR.

## Fotografias

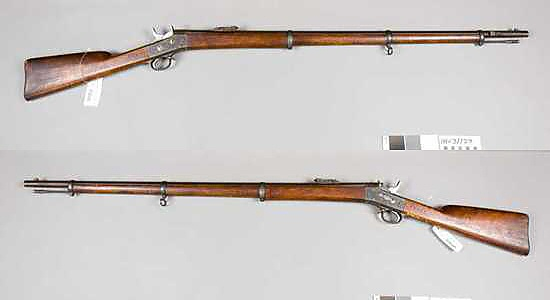
Rifle sueco-norueguês m/1867, do lote inicial de M1867 fabricado pela Remington nos EUA
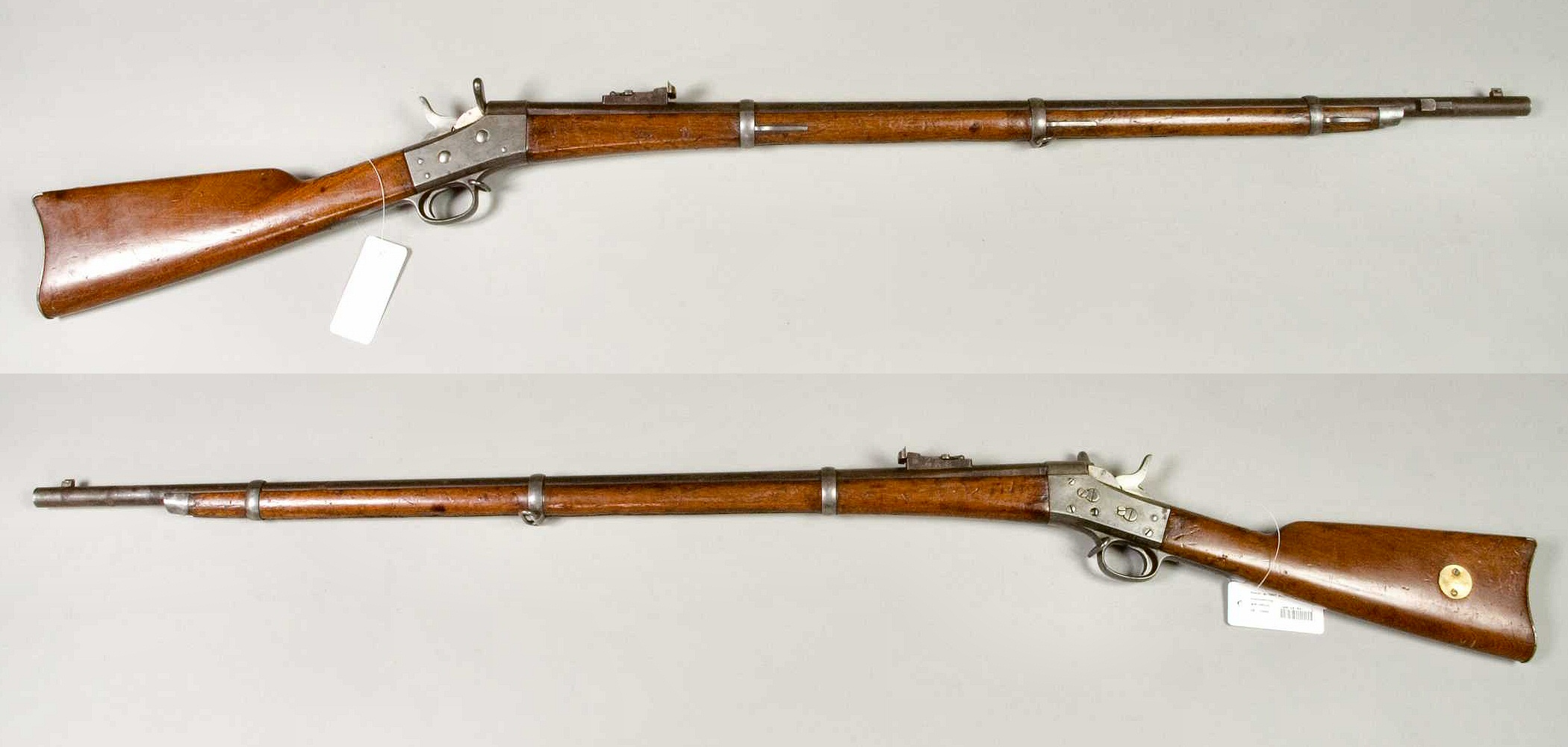
Rifle sueco m/1867, fabricado pela Carl Gustafs Stads Gevärsfaktori
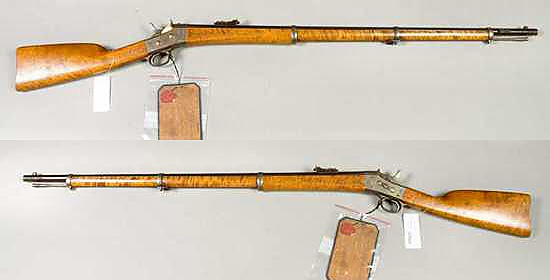
Rifle sueco m/1867-74, introduzindo uma nova coronha mais confortável
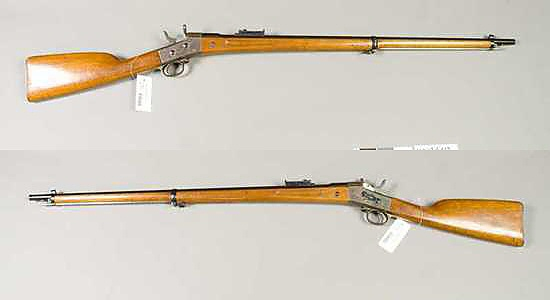
Rifle sueco m/1867-89, de calibre 8×58mmR
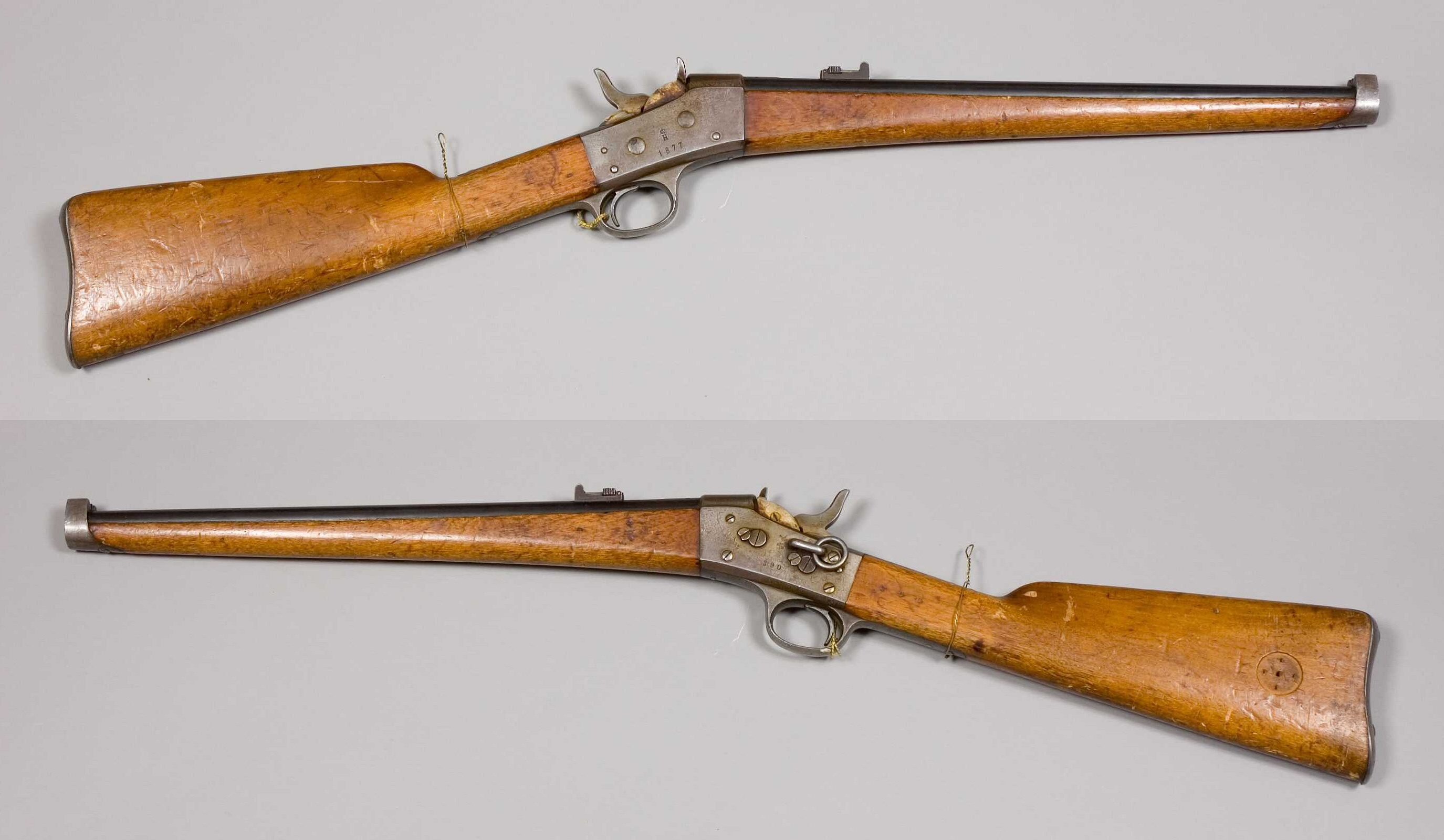
Carabina de cavalaria da Suécia m/1870
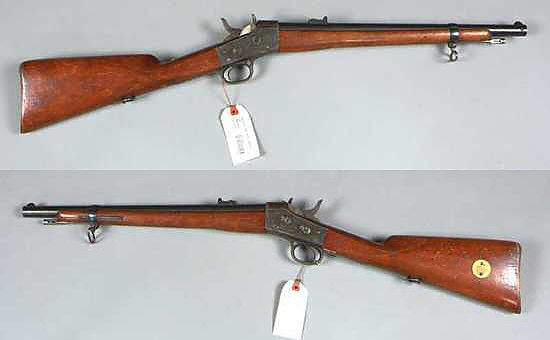
Carabina sueca m/1864-68-85, designada para operadores de artilharia, trens e outros
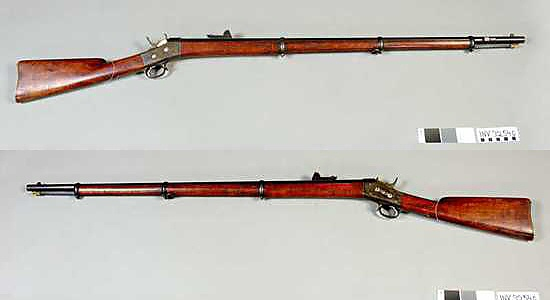
M1867 da Noruega, fabricado pela Kongsberg Vaapenfabrik
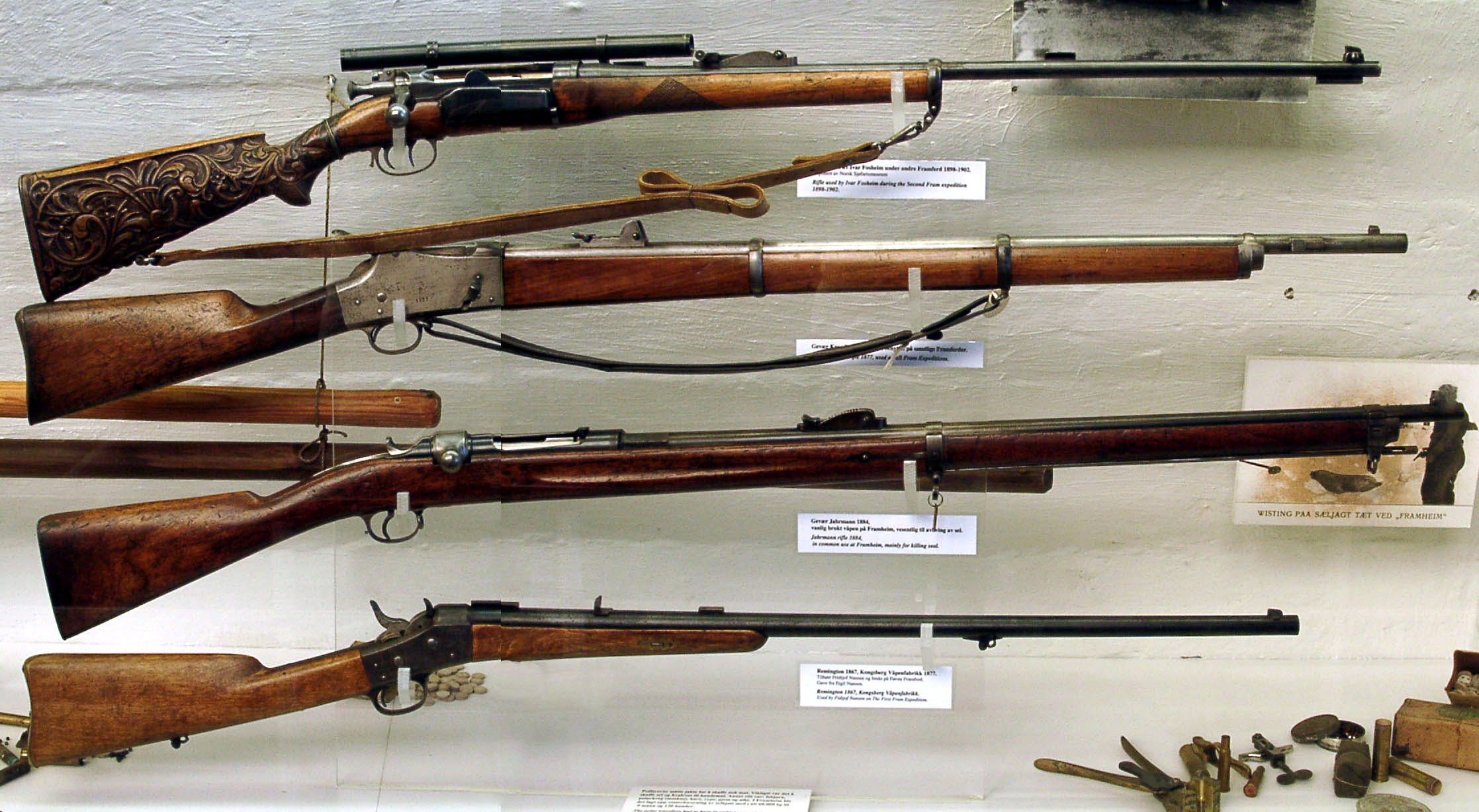
Uma coleção de rifles do Museu Fram, com um Remington M1867 na parte inferior (último rifle)

## Links externos
- Remington de 12 mm Rolling Block
- Fotografias do M1867